# Собіскі (Міннесота)
Собіскі (англ. Sobieski) — місто (англ. city) в США, в окрузі Моррісон штату Міннесота. Населення — 210 осіб (2020).

## Географія
Собіскі розташоване за координатами 45°55′19″ пн. ш. 94°28′58″ зх. д. / 45.92194° пн. ш. 94.48278° зх. д. (45.922061, -94.482901).  За даними Бюро перепису населення США в 2010 році місто мало площу 10,80 км², уся площа — суходіл.

## Демографія
Згідно з переписом 2010 року, у місті мешкало 195 осіб у 87 домогосподарствах у складі 51 родини. Густота населення становила 18 осіб/км².  Було 91 помешкання (8/км²).
Расовий склад населення:
| - 100,0 % — білих |

До двох чи більше рас належало 0,0 %. Частка іспаномовних становила 0,0 % від усіх жителів.
За віковим діапазоном населення розподілялося таким чином: 23,1 % — особи молодші 18 років, 62,5 % — особи у віці 18—64 років, 14,4 % — особи у віці 65 років та старші. Медіана віку мешканця становила 43,5 року. На 100 осіб жіночої статі у місті припадало 109,7 чоловіків;  на 100 жінок у віці від 18 років та старших — 108,3 чоловіків також старших 18 років.
Середній дохід на одне домашнє господарство  становив 60 658 доларів США (медіана — 59 688), а середній дохід на одну сім'ю — 74 868 доларів (медіана — 68 750). За межею бідності перебувало 4,3 % осіб, у тому числі 0,0 % дітей у віці до 18 років та 32,0 % осіб у віці 65 років та старших.
Цивільне працевлаштоване населення становило 104 особи. Основні галузі зайнятості: виробництво — 31,7 %, освіта, охорона здоров'я та соціальна допомога — 13,5 %, будівництво — 11,5 %.